# برایتونگن (زاکسونی)-آنهالت
برایتونگن (زاکسونی)-آنهالت (به آلمانی: Breitungen) یک منطقهٔ مسکونی در آلمان است که در Südharz واقع شده‌است. برایتونگن ۴۹۶ نفر جمعیت دارد.